# Кюкіта
Кю́кіта (ест. Kükita küla) — село в Естонії, у волості Казепяе повіту Йиґевамаа.

## Населення
Чисельність населення на 31 грудня 2011 року становила 188 осіб.